# 小行星3370
小行星3370（3370 Kohsai）是一颗围绕太阳公转的小行星。1934年2月4日，卡爾·威廉·萊茵姆特在海德堡发现了此天体。
該小行星以日本天文學家香西洋樹命名。
这颗小行星的绝对星等为300.7114965694885等。